# Thommerberg

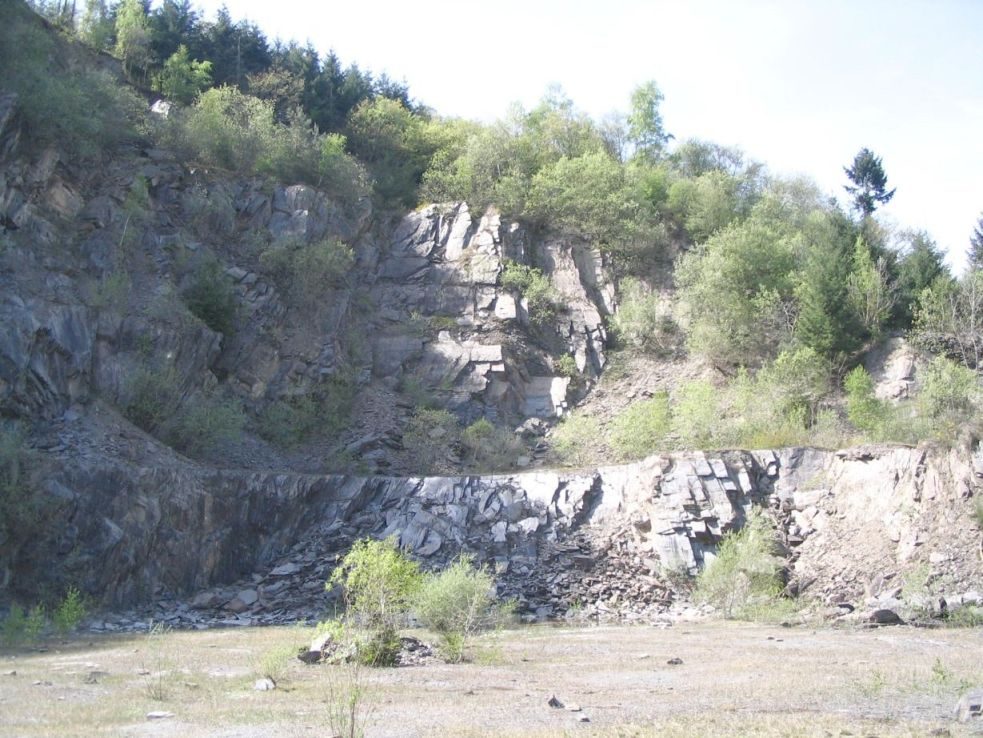
Ehem. Steinbruch Thommerberg

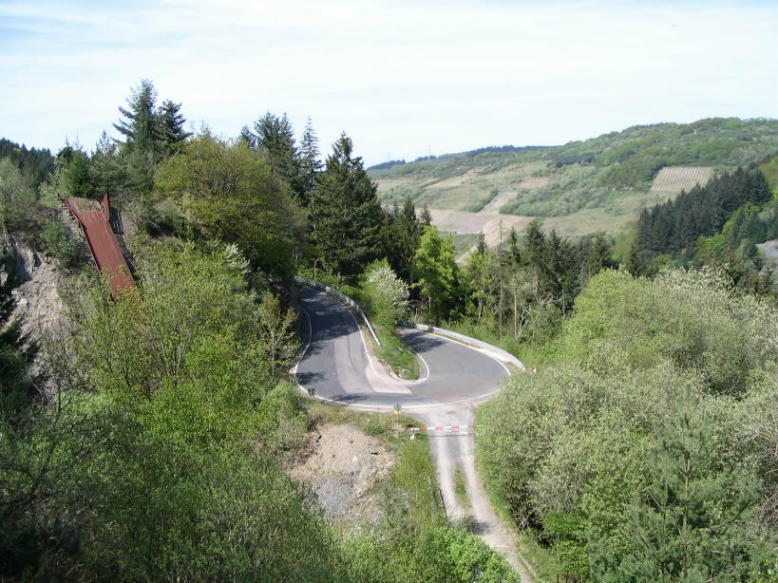
K 82 am Thommerberg

Thommerberg ist ein Gemeindeteil von Thomm im Landkreis Trier-Saarburg in Rheinland-Pfalz.
Er liegt nordwestlich von Thomm im Nossernbachtal auf 300 m ü. NHN, an der Kreisstraße 82 in Richtung Fell (Mosel) und gehört zum FFH-Gebiet Fellerbachtal im Saar-Ruwer-Hunsrück. Das Gebiet liegt am Schiefer-Wackenweg.
Der ehemalige Steinbruch Thommerberg liegt in unmittelbarer Nähe.
In Sichtweite liegt auf Feller Gemarkung das Besucherbergwerk Fell.
Im Thommerberg siedelten einst die Schieferbrecher der umliegenden Schiefergruben.
Im Ortsfamilienbuch von Thomm finden sich insbesondere im 18. Jahrhundert zahlreiche Einträge mit der Wohnortangabe Fodina tegularia, hierbei handelt es sich um das Gebiet um die Schiefergruben.
Im weiteren Sinne bezeichnet man mit dem Thommerberg auch den Anstieg der Kreisstraße 82 vom Nossernbachtal auf ca. 200 m ü. NHN bis zur Anhöhe vor Thomm auf etwa 450 m ü. NHN.
Das Trierer Bergrennen und die Rallye Deutschland (auch als Lauf zur Rallye-Weltmeisterschaft) sowie weitere sportliche Ereignisse wurden dort schon veranstaltet.